# Rotenturmstraße
Die Rotenturmstraße befindet sich im Zentrum der Wiener Altstadt im 1. Bezirk. Sie beginnt beim Stephansplatz, führt nach Nordosten am Lugeck vorbei und weiter bis zum Donaukanal, wo sie an die Marienbrücke anschließt. Ihre Bezeichnung geht auf eine ehemalige Befestigungsanlage, das Rotenturmtor, zurück.

## Geschichte
Ihren Namen trägt die Rotenturmstraße seit 1862. Davor war nur das Teilstück zwischen Fleischmarkt und Franz-Josefs-Kai unter Rotenturmstraße bzw. Rotenturmgasse bekannt. Das Teilstück von Lugeck bis zum Fleischmarkt hieß von 1288 bis 1848 Haarmarkt.
Der Abschnitt zwischen Stephansplatz und Lugeck hieß von 1367 bis 1547 „Am Lichtensteg“. Die heutigen ungeraden Hausnummern waren auch unter der Bezeichnung „Gegenüber St. Stephanspfarrhof“ bzw. „Gegenüber St. Stephanspropsthof“ (ab 1418), „Bischofshof“ (ab 1483) und „Erzbischofshof“ (ab 1776) bekannt. Von 1796 bis 1862 hieß dieser Teil Bischofsgasse. Die Wandlung des Namens ergab sich durch den Einzug von Bischöfen in den Pfarrhof von St. Stephan, den die Bischöfe als Wohnsitz nutzten.
1685 erhielt der Armenier Johannes Theodat das kaiserliche Privileg, Kaffee und Tee zu verkaufen und errichtete in seinem Wohnhaus, heute Rotenturmstraße 14, das erste Wiener Kaffeehaus.
Im April 1945 wurden mehrere Gebäude durch Brandbomben beschädigt und ein Großteil der Rotenturmstraße musste um- und neugebaut werden.
Im März 2015 kam von den Grünen der Vorschlag, bei der Rotenturmstraße, nach dem Vorbild der Mariahilfer Straße, eine Verkehrsberuhigung durch eine Begegnungszone zu erreichen. Am 14. November 2019 wurde die Begegnungszone Rotenturmstraße eröffnet.

## Bildergalerie

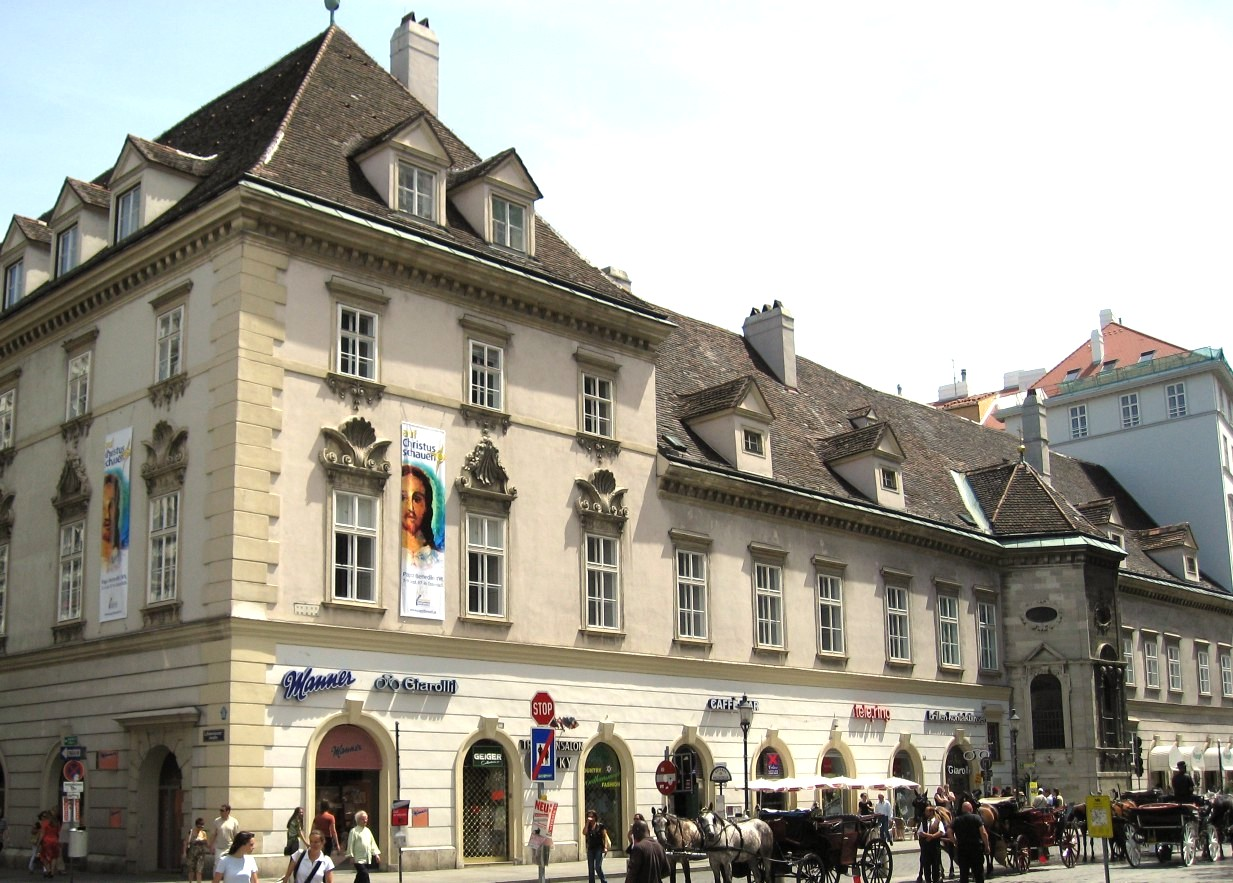
Erzbischöfliches Palais
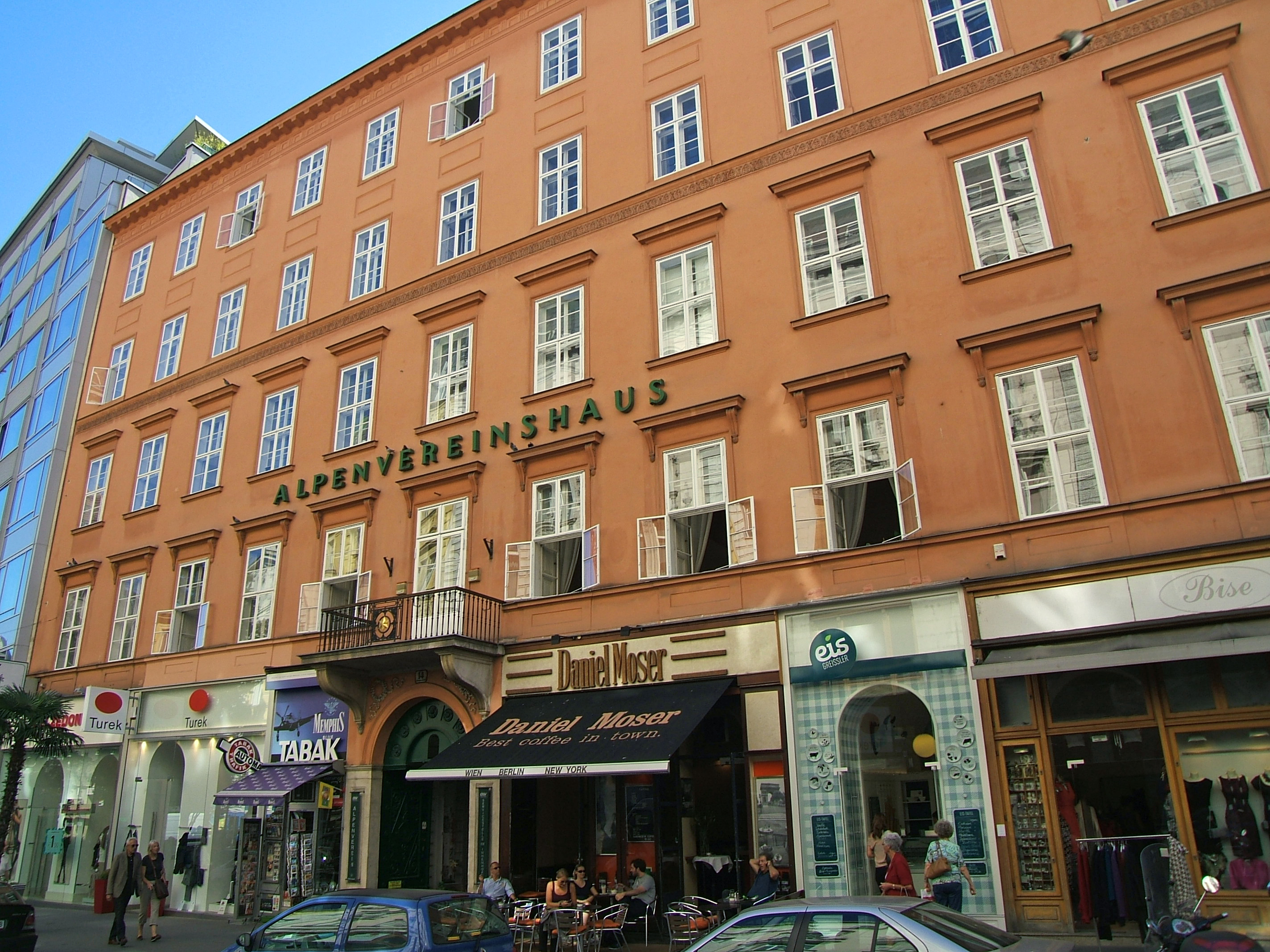
Alpenvereinshaus im denkmalgeschützten Haus Nr. 14
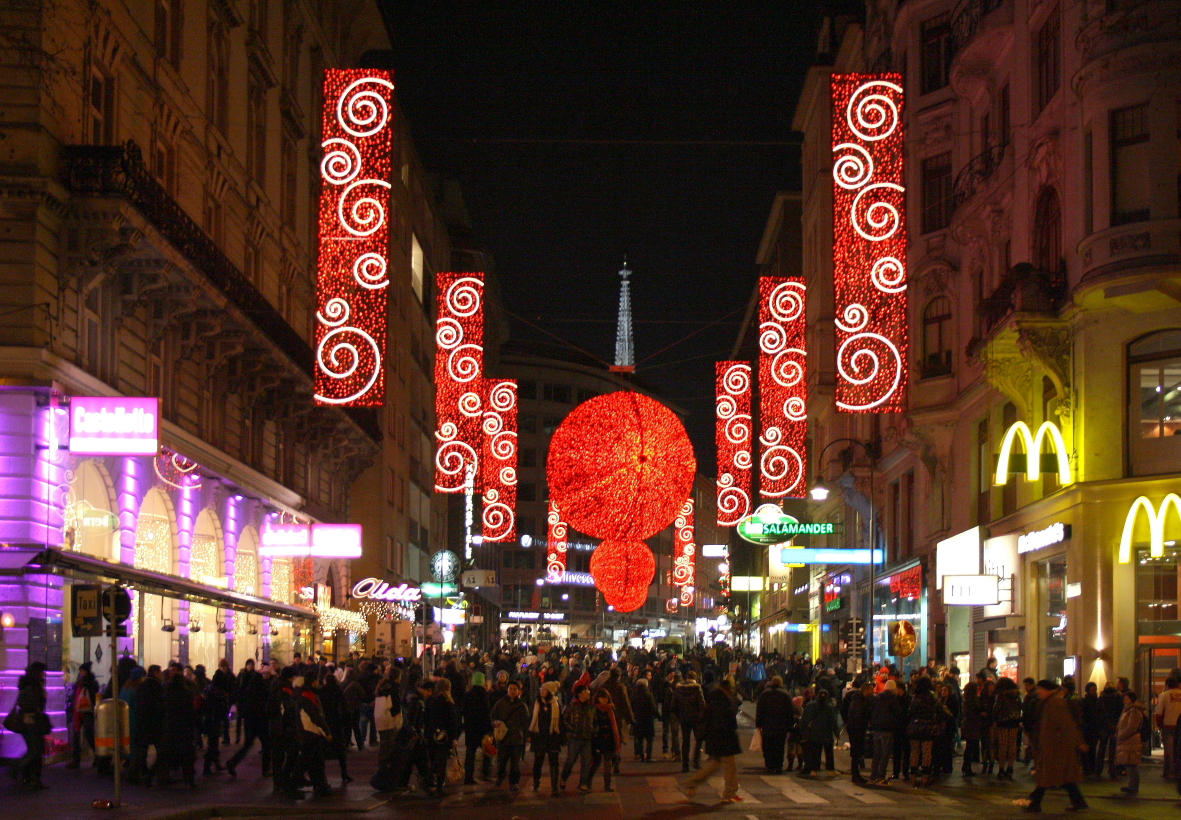
Weihnachtsbeleuchtung der Rotenturmstraße
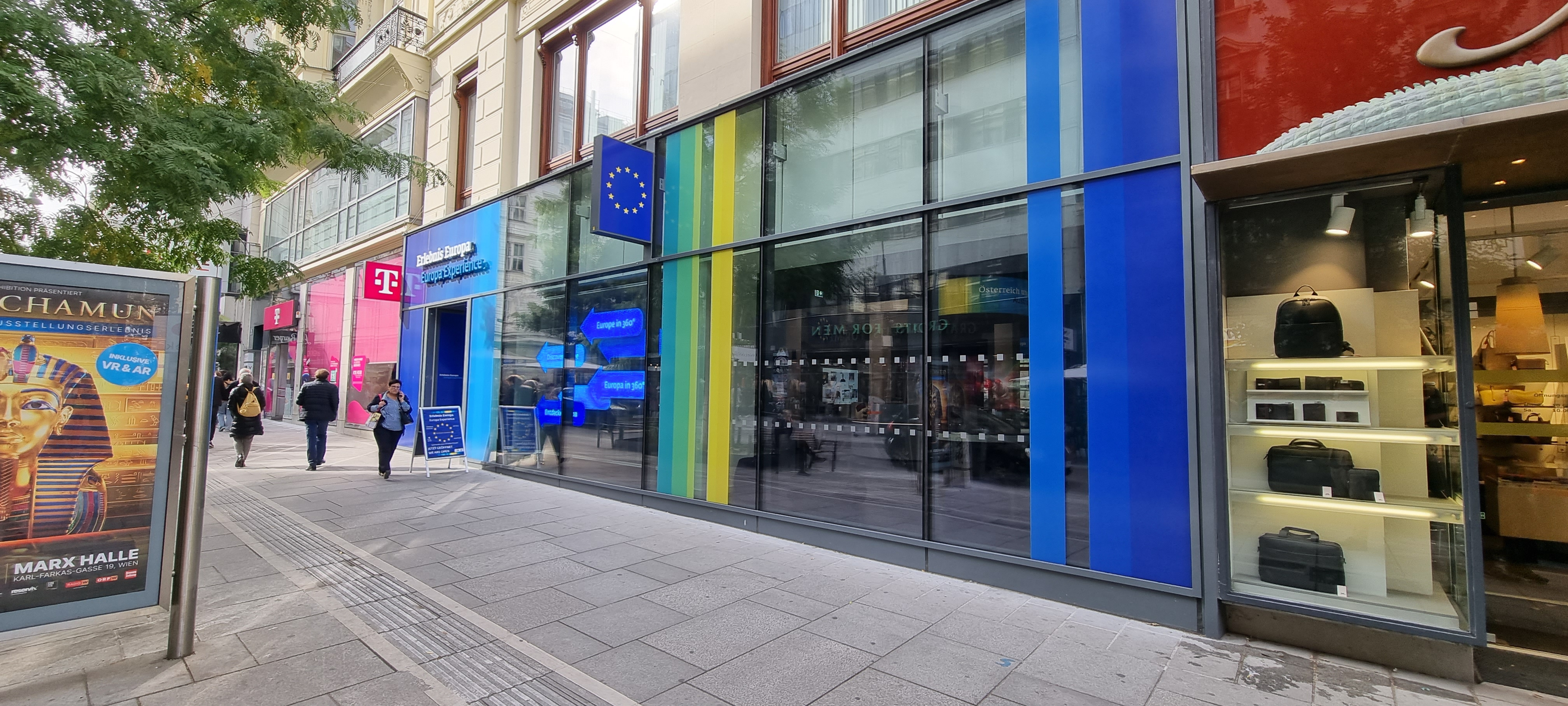
Seit der Neugestaltung sind die Gehsteige beider Seiten barrierefrei mit Blindenleitlinien versehen

## Ereignisse
- Am 30. Juli 1910 starb der galizische Reichsratsabgeordnete Heinrich Gabel im Café Mändel, Hausnummer 8, welches er aufgrund eines Atemnotanfalls auf seinem Heimweg aufsuchte.[3]